# Internationales Zentrum für Berufsbildung der UNESCO
Das Internationale Zentrum für Berufsbildung der UNESCO (Kurzbezeichnung „UNESCO-UNEVOC“)unterstützt die Mitgliedstaaten der UNESCO in der Weiterentwicklung und Verbesserung ihrer Berufsbildungssysteme (englisch „Technical and Vocational Education and Training“, abgekürzt TVET). UNESCO-UNEVOC wurde im Jahr 2000 gegründet und 2002 in Bonn eingeweiht. Die Organisation wird finanziert durch die UNESCO sowie aus Drittmitteln, unter anderem vom Bundesministerium für Bildung und Forschung und dem Bundesministerium für wirtschaftliche Zusammenarbeit und Entwicklung. Das Zentrum koordiniert ein weltweites Netzwerk („UNEVOC Network“) aus Berufsbildungsinstitutionen und -organisationen. Mitglieder sind unter anderem nationale Ministerien und führende Forschungs- und Ausbildungseinrichtungen. Das Zentrum arbeitet im Kontext der Berufsbildungs-Strategie der UNESCO für 2022–2029 und der Ziele für nachhaltige Entwicklung der Vereinten Nationen.

## Geschichte
1989 erkannte die Generalkonferenz der UNESCO im Rahmen eines Übereinkommens über die berufliche Bildung an, dass die „Entwicklung der beruflichen Bildung zur Erhaltung des Friedens und zur Völkerverständigung beitragen soll“ und damit zum Auftragsbereich der Organisation gehörte. In diesem Zusammenhang wurde 1992 in Berlin ein „Internationales Projekt für technische und berufliche Bildung“ initiiert und bald darauf das UNEVOC-Netzwerk gegründet.
Das Internationale Zentrum für Berufsbildung der UNESCO wurde 1999 durch Beschluss der 30. UNESCO-Generalkonferenz gegründet. Ein Jahr später einigten sich UNESCO und die Deutsche Regierung darauf, das Zentrum als erste Organisation des entstehenden Bonner UN-Campus im Langen Eugen anzusiedeln. Die förmliche Eröffnung erfolgte im April 2002.

## Ziele und Aufgaben

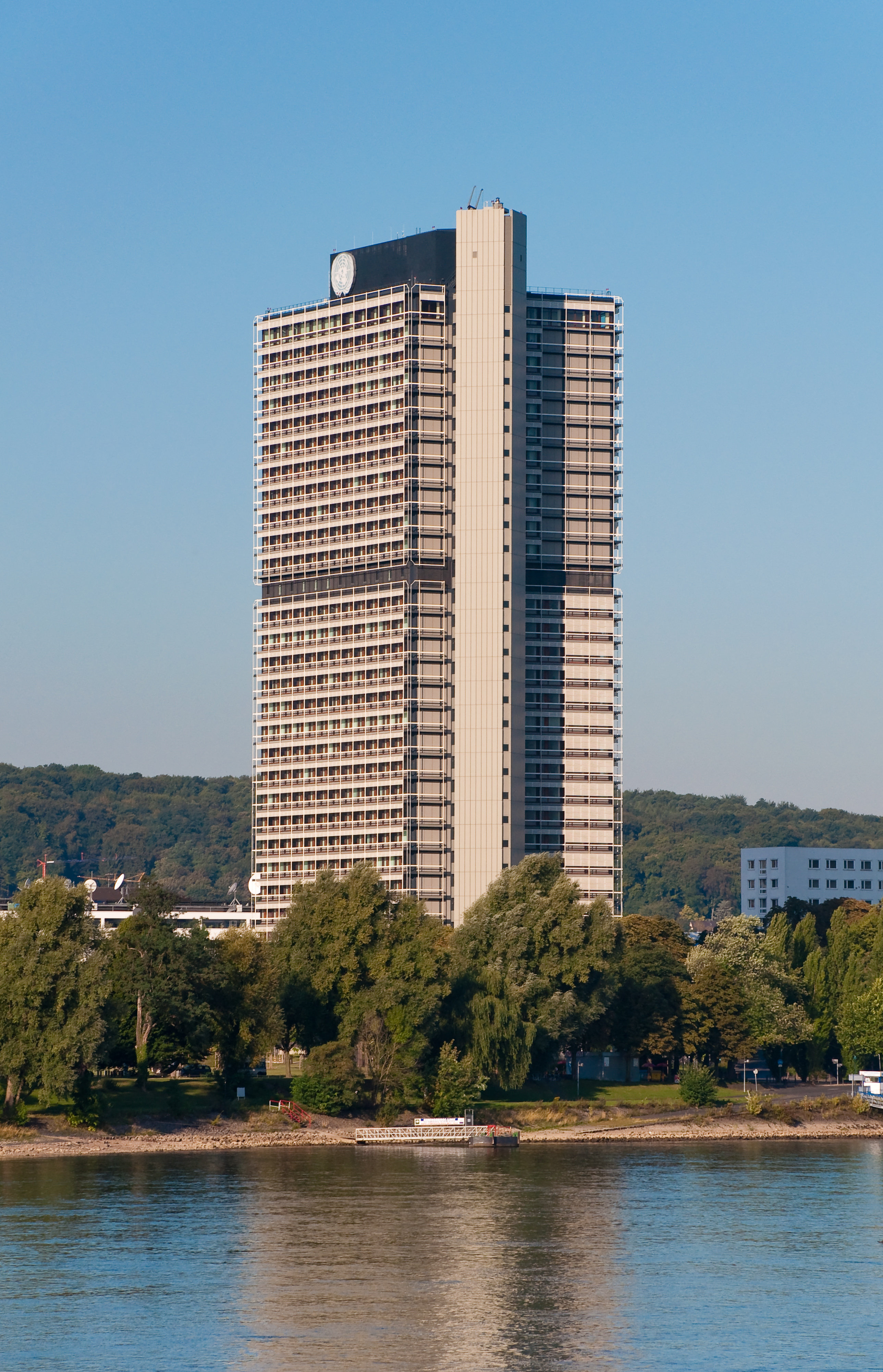
UN Campus in Bonn

Das internationale Zentrum für Berufsbildung „unterstützt die Mitgliedstaaten der UNESCO dabei, den Zugang zur Berufsbildung sowie ihre Qualität zu verbessern und lebenslanges Lernen zu ermöglichen.“ Die Arbeit des Zentrums orientiert sich an der Berufsbildungs-Strategie der UNESCO für 2022–2029 und einer daran angelehnten mittelfristigen Strategie von UNESCO-UNEVOC. Sie sieht eine entscheidende Rolle der Berufsbildung für die Erreichung der Bildungsagenda 2030 der Vereinten Nationen. Die Programme orientieren sich an drei thematischen Prioritäten: Verbesserung der Beschäftigungsaussichten junger Menschen und Förderung unternehmerischen Denkens, Förderung von Chancengleichheit und Gleichberechtigung der Geschlechter, und Erleichterung des Übergangs zu umweltverträglichem Wirtschaften und gesellschaftlichem Zusammenleben. Erreicht werden sollen die Ziele durch Aktivitäten in zwei Maßnahmenbereichen: Stärkung der Handlungsfähigkeit von Führungskräften, um sie beim Umbau von Berufsbildungssystem zu unterstützen, sowie Förderung von Vernetzung und Zusammenarbeit, Wissensaustausch und wechselseitigem Lernen.
Eine zentrale Bedeutung hierbei hat das von UNESCO-UNEVOC koordinierte UNEVOC-Netzwerk. Es umfasst 247 Mitgliedsinstitutionen in 167 Mitgliedsstaaten der UNESCO (2017). Mitglieder des Netzwerks sind unter anderem nationale Ministerien und führende Forschungs- und Ausbildungseinrichtungen. UNESCO-UNEVOC organisiert und beteiligt sich an Konferenzen, Arbeitstreffen und Expertentreffen mit Vertretern aus dem UNEVOC-Netzwerk and Vertretern anderer nationaler und internationaler Organisationen.
UNESCO-UNEVOC stellt ferner etablierte Online-Dienste zur Verfügung: Dazu gehören „TVETipedia“ (ein englischsprachiges Glossar mit Begriffen der Berufsbildung), die „TVET Country Profiles“ mit Länderprofilen, sowie das „TVET Forum“, eine offene Online-Community für Experten der beruflichen Bildung, die in den 1990er Jahren als Mailingliste gegründet wurde.